# Aeropuerto de Bilbao
De Luchthaven van Bilbao (Baskisch: Bilboko aireportua, Spaans: Aeropuerto de Bilbao) is gelegen zo'n 9 km ten noorden van Bilbao in het Baskenland. De luchthaven is de belangrijkste van Noord-Spanje. In 2022 werden er vluchten naar 44 bestemmingen uitgevoerd door 20 maatschappijen.

## Geschiedenis
In oktober 1927 werden de eerste stappen gezet voor de bouw van een vliegveld. Bilbao ligt in een vallei omgeven door bergen. De beschikbare ruimte was bestemd voor bewoning en de havenactiviteiten. Men moest uitwijken naar een gebied buiten de stad. Met de aanleg werd tijdens de Spaanse burgeroorlog begonnen, maar het vliegveld werd alleen militair gebruikt. Pas in 1940 viel het besluit het vliegveld uit te breiden met commerciële vluchten. De bouwwerkzaamheden verliepen traag en pas in september 1948 begonnen de eerste vluchten en alleen bij daglicht.
In februari 2009 werd besloten de passagiersterminal te vernieuwen en uit te breiden waarmee de capaciteit is verhoogd tot zo'n 8 miljoen passagiers per jaar. Het luchthavengebouw is een ontwerp van de Spaanse architect Santiago Calatrava. Vanuit het hoofdgebouw vertrekken twee slanke symmetrische terminalgebouwen in de vorm van twee vleugels. De terminals zijn opgetrokken uit glas en wit beton. De bovenste verdieping van de terminal is voor de vertrekkende passagiers en het onderste voor de aankomende passagiers. Boven de bagagehal op de onderste verdieping van het gebouw is een glazen galerij opgetrokken waar mensen aankomende passagiers kunnen opwachten.

## Statistieken
In 2019 maakten bijna zes miljoen passagiers gebruik van de luchthaven. In 2020 daalde dit aantal fors door de coronapandemie met veel reisbeperkingen tot gevolg.
| Jaar | Passagiers | Vlieg- bewegingen | Vracht (ton) |
| ---- | ---------- | ----------------- | ------------ |
| 2000 | 2.556.373  | 45.506            | 4038         |
| 2005 | 3.843.953  | 56.285            | 3956         |
| 2010 | 3.888.969  | 54.119            | 2547         |
| 2015 | 4.277.725  | 42.962            | 2872         |
| 2019 | 5.905.820  | 51.591            |              |
| 2020 | 1.690.011  | 20.496            |              |

## Fotogalerij

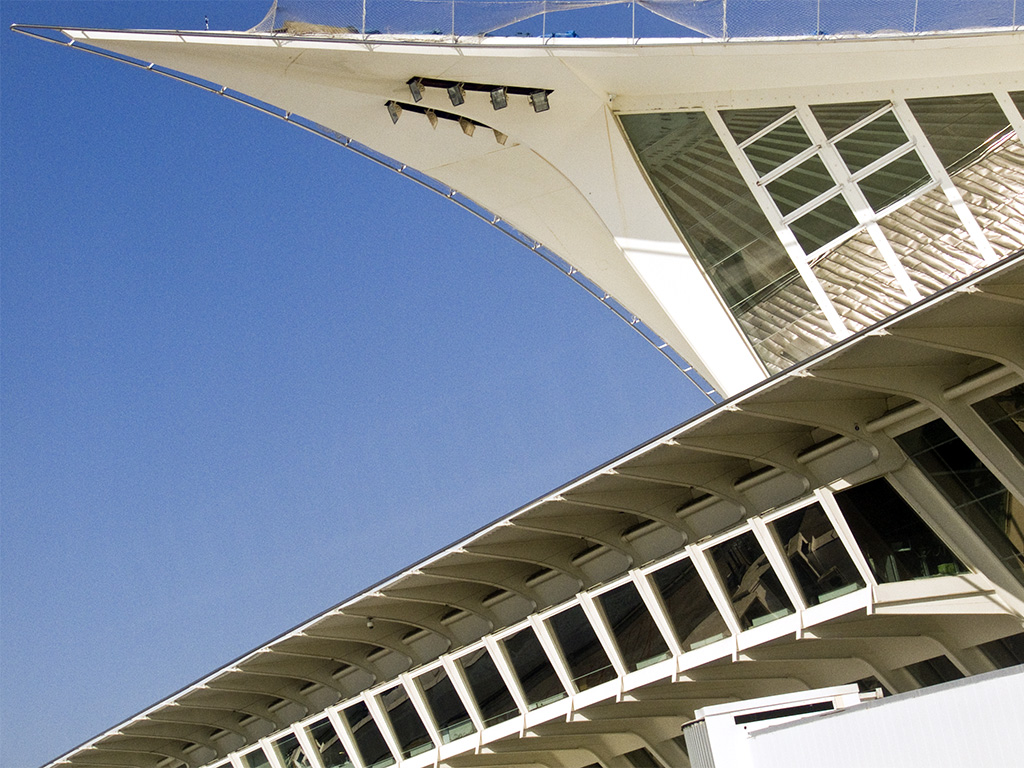
Hoofdgebouw
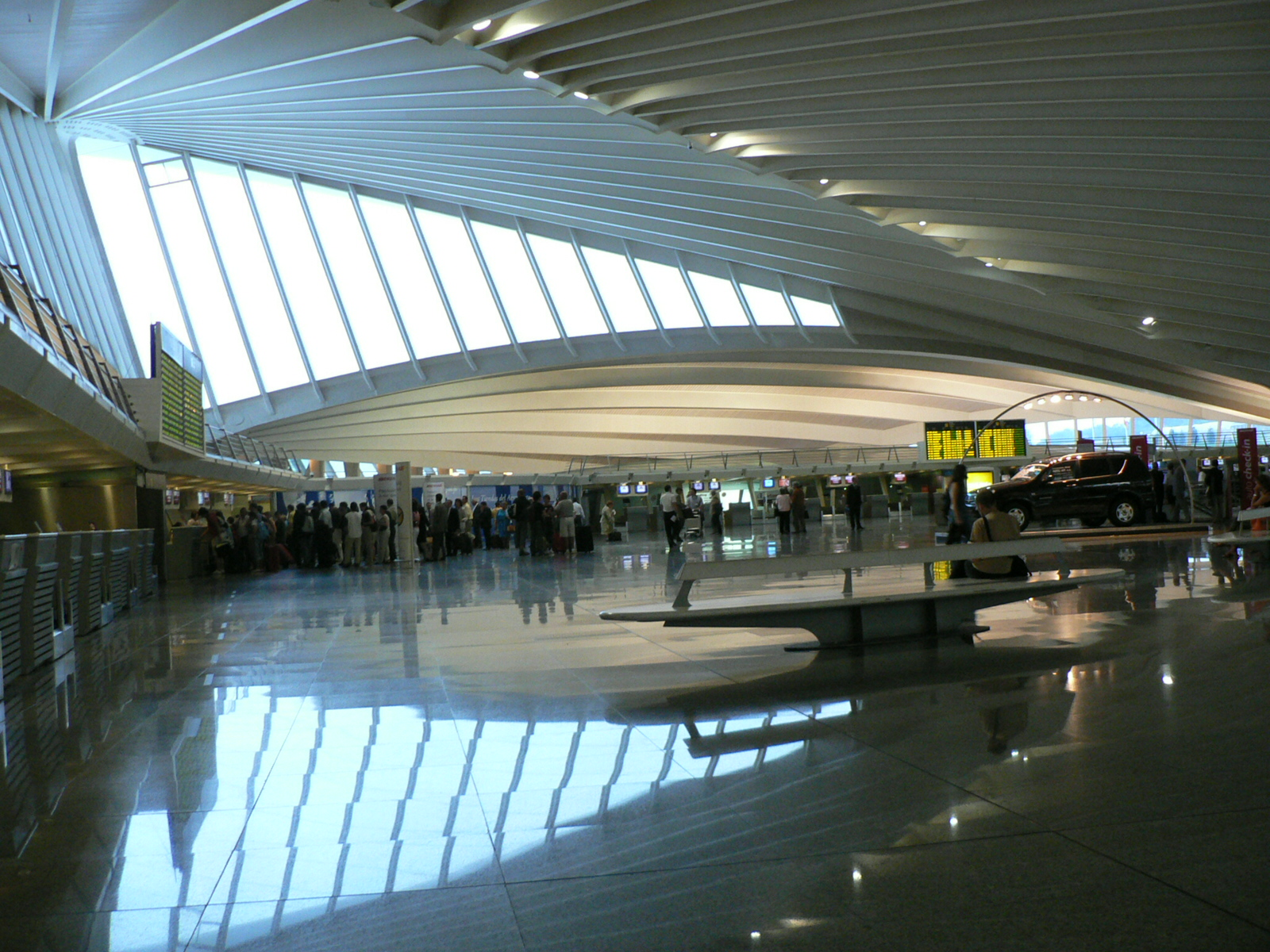
Interieur hoofdgebouw
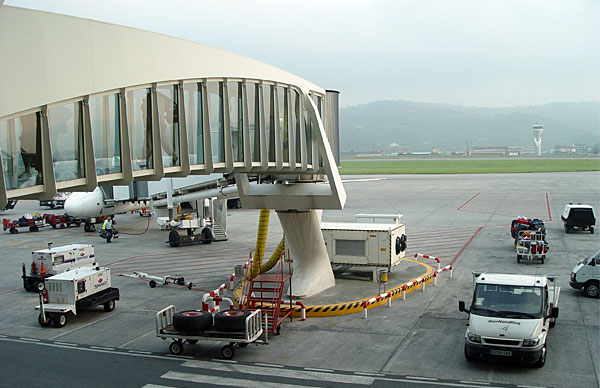
Vliegtuigslurf
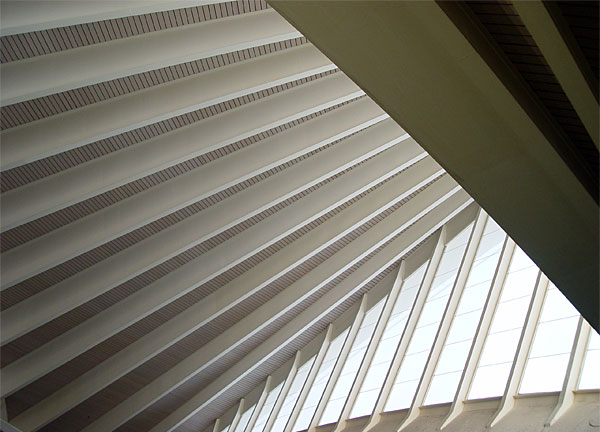
Dakconstructie
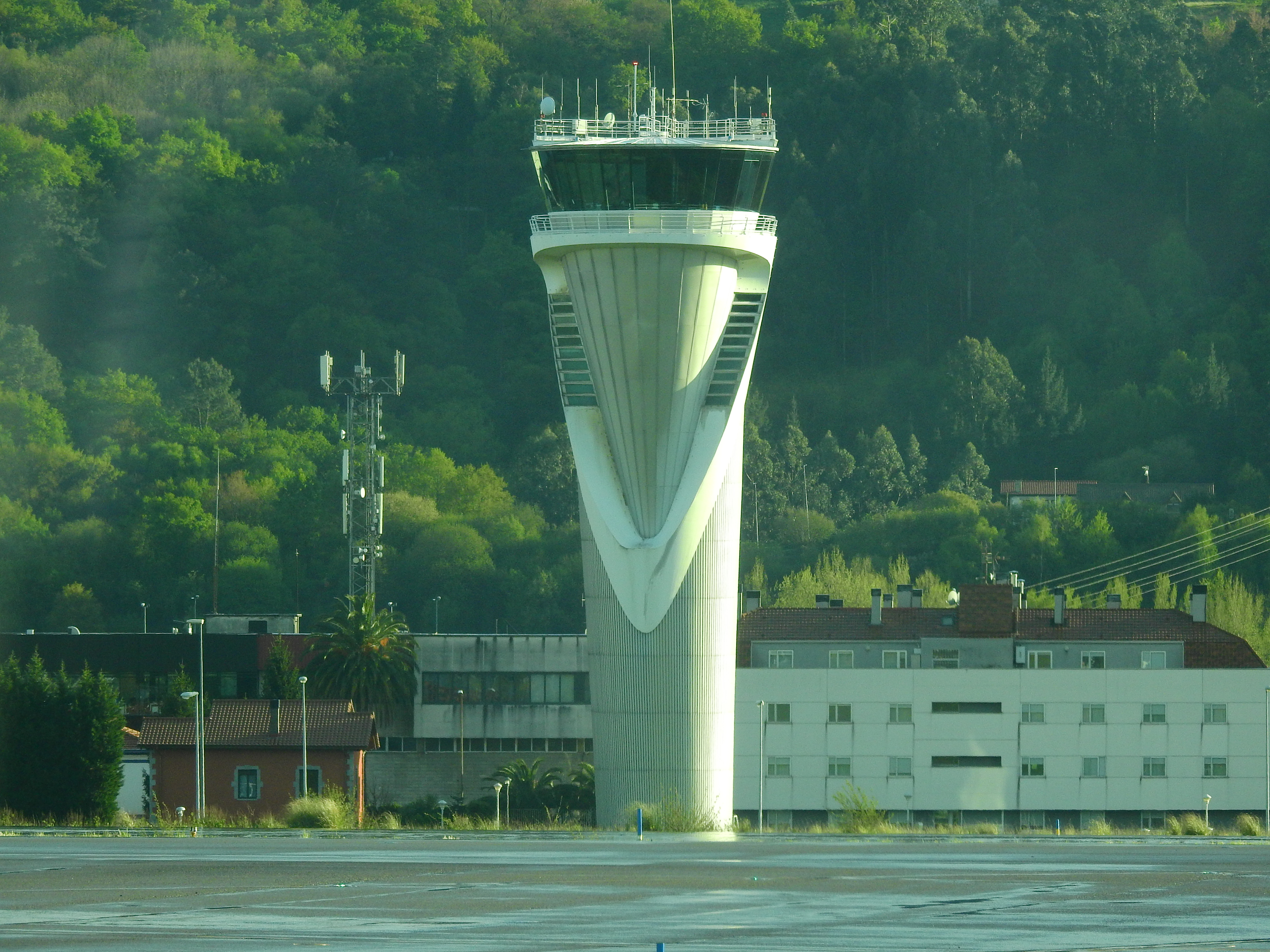
Controletoren
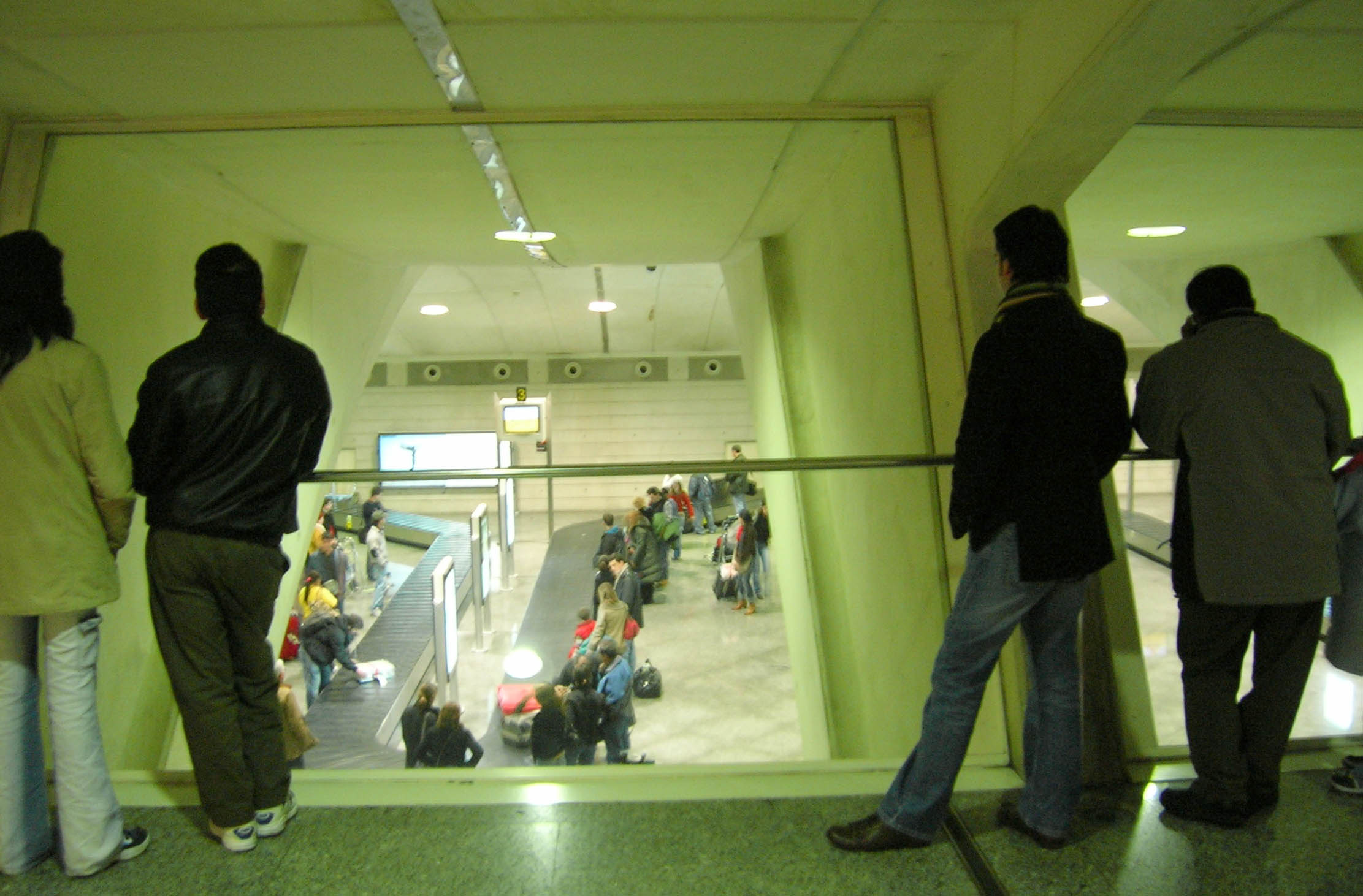
Galerij met uitzicht op de bagagehal

## Ongelukken en incidenten
- Op 19 februari 1985 stortte Iberia vlucht IB610 met als bestemming de luchthaven van Bilbao neer in Oitz. Alle 148 passagiers aan boord van de Boeing 727 kwamen om.
- Op 7 februari 2001, zakte een Iberia Airbus A320 toestel bij de landing door het landingsgestel. Er vielen geen doden, maar 25 passagiers raakten gewond.[2]